# Купинасъярви
Купинасъярви — озеро на территории Пенингского сельского поселения Муезерского района Республики Карелии.

## Общие сведения
Площадь озера — 1,7 км². Располагается на высоте 271,5 метров над уровнем моря.
Форма озера продолговатая: вытянуто с северо-запада на юго-восток. Берега каменисто-песчаные, преимущественно возвышенные.
Через ряд проток и озёр Купинасъярви связано с озером Волома, из которого берёт начало река Волома, впадающая в Сегозеро.
Код объекта в государственном водном реестре — 02020001111102000007550.